# Albert Schulte (Politiker, 1716)

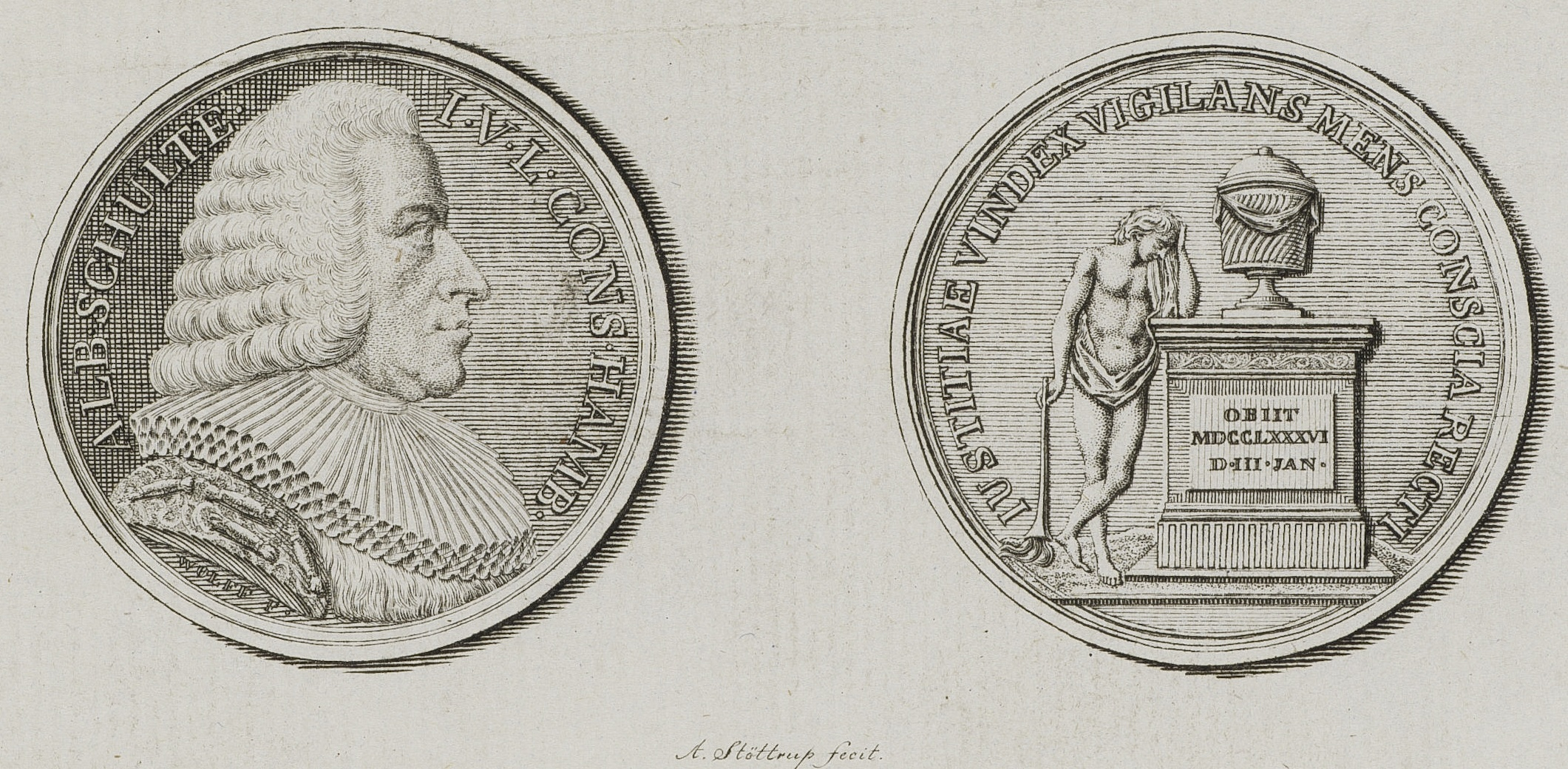
Kupferstich von Albert Schulte

Albert Schulte (* 13. Juni 1716 in Hamburg; † 3. Januar 1786 ebenda) war ein deutscher Jurist und Bürgermeister.

## Leben
Albert Schulte kam aus einer Familie, aus der seit Anfang des 16. Jahrhunderts verschiedenen Persönlichkeiten stammten, unter anderem war sein Urgroßvater Johann Schulte von 1668 bis 1697 Bürgermeister von Hamburg.
Albert Schulte war das vierte von elf Kindern des gleichnamigen Kaufmanns Albert Schulte (* 10. November 1681; † 25. Mai 1746) und dessen Ehefrau Maria Caecilie (* 28. September 1691 in Hamburg; † 4. Dezember 1754 ebenda), Tochter des Senators Johann Joachim Boetefeur (1652–1728), Präsident der Handelskammer. Sein Vater wurde am 30. November 1729 als Nachfolger des, zum Bürgermeister ernannten, Daniel Stockfleth in den Senat gewählt und blieb Senator bis zu seinem Tod.
Albert Schulte wurde zunächst von Privatlehrern unterrichtet und besuchte die untere Klasse des Johanneums sowie das Lyzeum, dort erhielt er Unterricht von Johann Hübner, Johann Samuel Müller und dem Rektor Johann Joachim Neudorf († 1752), so dass er nach den erforderlichen Prüfungen am 20. Mai 1734 wieder an das Johanneum zum Akademischen Gymnasium zurückkehrte. Er wählte die Fachrichtung der Rechtswissenschaften und erhielt Michael Richey, der zugleich auch der Mann der Schwester seines Vaters war, sowie die Professoren Johann Christian Wolf, Joachim Dietrich Evers (1695–1741), Christoph Heinrich Dornemann (1682–1753), Johann Albert Fabricius und Hermann Samuel Reimarus, zu seinen Lehrern. 1737 verteidigte er öffentlich unter der Führung von Michael Richey das Thema De Hamburgo veteri, in Connoburgo Smeldingorum perperam invento; anschließend begann er ein Studium der Rechtswissenschaften an der Universität Leipzig und hörte die Vorlesungen von Gottfried Mascov, Petermann, Ferdinand August Hommel, Christian Gottlieb Jöcher und Cramer. Er beendete seine Studien mit seiner Inauguraldissertation über das Recht des Staates bei Erben von Personen und erhielt darauf den Dr. jur. beider Rechte am 25. August 1740. Bis zu seiner Rückkehr nach Hamburg 1741 reise er durch Deutschland, Belgien und Frankreich.
In Hamburg übernahm er anfangs Aufgaben aus der Rechtsberatung und wurde 1742 Beisitzer des Niedergerichts, dessen Vorsitz er im darauffolgenden Jahr übernahm. Am 9. November wurde er ausgewählt, den Senat bei Angelegenheiten, die die Überschuldeten betrafen, zu beraten; dies führte 1753 zur Hamburger Fallitenordnung (Insolvenzplan).
Am 3. Februar 1753 folgte er als Nachfolger des verstorbenen Johannes Diedrich Lochau im Senatorenamt. Eine seiner ersten Aufgaben von 1754 bis 1758 war die Sorge für die Instandhaltung der Fleete, die durch Hamburg führten, sowie für die Elbe und deren Befestigungen.
Von 1759 bis 1761 war er Prätor, verbunden mit dem Vorsitz des Niedergerichts, mit der anschließenden Aufgabe, die Aufsicht über den Schatz der Kaufleute und die Bank auszuüben. 1766 erhielt er die Aufsicht über das Amt Ritzebüttel, lehnte die Aufgabe jedoch ab, nachdem kurz zuvor seine Ehefrau verstorben war und übernahm die Aufgaben des Ädils und Prätors in den von der Elbe und der Bille begrenzten Gebieten.
Von 1769 bis 1774 war er der Verwalter der Walddörfer, hatte die Aufsicht über das Kriegs- und Handelswesen, verwaltete das Gericht der Handwerker und übernahm die Aufsicht über das Getreide und den Weinzoll. 1775 wurde er Abgesandter für die Bergedorfer Verwaltung, Proprätor für Hamm und Horn, Vorsitzender des Mühlenwesens und Beisitzer der Admiralität und anderer Einrichtungen, dazu wurde er Kurator des gesamten Schulwesens.
Nachdem am 4. September 1778 der Bürgermeister Johannes Schlüter (1715–1778) verstarb, wurde Albert Schulte am 11. September 1778 zu dessen Nachfolger gewählt und wurde damit auch Generalissimus. In der Folgezeit hatte er von 1779 bis 1784 den Vorsitz des Gerichtshofs der Handwerker und leitete zusammen mit Nicolaus Schuback und Vincent Rumpff die Admiralität. Zu seinen Aufgaben als Bürgermeister gehörte auch die Schirmherrschaft über die Nicolaikirche, der Gefängnisse, des Hospitals St. Georg, des Klosters St. Johannis und der Hospitäler St. Jacobi und er hatte die Aufsicht über das Münzwesen, die Arzneihändler und die Waisenhäuser.
Als am 29. Juli 1783 Nicolaus Schuback verstarb, erhielt Albert Schulte den Vorsitz über den Seniorrat, mit dem auch die Verwaltung des gesamten Kriegswesen verbunden war, dazu kamen noch die Schirmherrschaft für die Gertrudenkirche, und, nachdem er seinen Wohnsitz gewechselt hatte, die Schirmherrschaft für die Petrikirche.
Im Bürgermeisteramt, das er bis zu seinem Tod ausübte, folgte ihm Johann Adolph Poppe (1727–1807).

### Familie
1748 heiratete Albert Schulte Margarethe Maria († 1766), Tochter des ehemaligen Bürgermeisters Johann Hermann Luis (1683–1741); ihr Bruder Johann Luis wurde später ebenfalls Hamburger Bürgermeister. Gemeinsam hatten sie fünf Kinder:
- Catharina Maria Schulte (* 16. Februar 1749; † 26. März 1784), verheiratet mit dem Kaufmann Jakob Köpcke;
- Maria Theresia Schulte (* 20. Februar 1750; † 24. November 1776);
- Johann Schulte (* 27. März 1751; † 30. August 1817), Dr. jur. beider Rechte und Präsident des französischen Handelstribunals in Hamburg, verheiratet mit Sara Catharina, Tochter des Bürgermeisters Johannes Luis;
- Albert (* 9. Januar 1753; † 30. Oktober 1754);
- Johanna Margarethe (* 27. März 1765; † unbekannt), verheiratet mit dem Arzt Carsten Albrecht Schrödter.

## Ehrungen
Ihm zu Ehren wurde ein Bürgermeisterpfennig nach seinem Tod herausgegeben.

## Schriften (Auswahl)
- Als der Hoch-Edle Herr Johann Hübner anno 1731 den 28. Maji zu seiner Ruhe-Stäte gebracht ward, wollte seinem Hochverdienten Praeceptori mit diesen wenigen Zeilen die letzte Ehre erweisen: Trauergedicht auf Johann Hübner, Rektor des Johanneums in Hamburg, gest. 21. Mai 1731. Hamburg König 1731.
- Johann Peter Kohl; Pingeling; Johann Albert Fabricius; Michael Richey; Hermann Samuel Reimarus; Johann Joachim Neudorff; Charles Mouton; Johann Andreas Scheffel; Albert Schulte; Barthold Heinrich Brockes; Johann Paul Fincke; Georg Christoph Palm; Paul Schaffshausen; Lucas vom Kampe; Just Vincent Ritter; Johann Wilhelm Mattfeld: Die Von dem Sarg eines Hoffnungs-vollen Jünglings, gesammlete Myrrthen-Blätter. Hamburg Göttingen Niedersächsische Staats- und Universitätsbibliothek 1733.
- Caius Laurentius Brockdorff; Henning Buehring; Franz Anton Wagener; Albert Schulte; Margarete Fabricius; Rudolph Beneke; Johann Albert Fabricius: Dem Hoch-Ehrwürdigen, Hoch-Achtbaren und Hoch-Gelahrten Herrn Herrn Jo. Alberto Fabricio S.S. Theol. Doctori, und am Hamburgischen Gymnasio Höchst-verdienten Professori Philosophiae practicae & Eloquentiae, als Derselbe Seine in Gott verblichene Ehe-Liebste, Frau Margareta gebohrne Schultzen d. 23. Jan. Ao. 1736. zu Grabe tragen ließ, wollten ihr schuldigstes Beyleid gehorsamst bezeugen nachbenannte dem Hn. Doctori höchstverbundene Ciues Gymnasii. Hamburg gedruckt durch Rudolph Beneken, auf St. Jacobi Kirchhofe Hamburg 1736.
- De Hamburgo veteri, in Connoburgo Smeldingorum perperam invento. Hamburgum: Koenig, 1737.
- De Ivre Fisci In Hereditates Privatorvm. Lipsiae: Langenheim, 1740.